# Klein station in de mist
Klein station in de mist is een hoorspel van Paolo Levi. Het werd onder de titel Kleiner Bahnhof im Nebel op 19 augustus 1959 door de Westdeutscher Rundfunk uitgezonden. Erna van de Beek en de AVRO zond het uit op een voorlopig onbekende datum. De regisseur was Bert Dijkstra. Het hoorspel duurde 56 minuten.

## Rolbezetting
- Barbara Hoffman (Letizia)
- Paul van der Lek (Mario)
- Wam Heskes (een vagebond)
- Constant van Kerckhoven (een industrieel)
- Tonny Foletta (Maurizio, een zwerver)
- Huib Orizand (een koopman)
- Tine Medema (zijn vrouw)
- Trudy Libosan (een secretaresse)
- Piet Ekel (een secretaris)
- Paula Majoor (een vrouw)
- Han König (een vreemdeling)

## Inhoud
De jonge architect Mario leeft in een Italiaans dorpje. Om in Rome carrière te maken, wil hij zijn verloofde verlaten. In het station treft hij drie mannen aan. Elk hebben ze daar ooit een besluit genomen dat hun hele leven heeft bepaald. Nu proberen ze Mario’s besluit te beïnvloeden…